# Collège de Pamiers
 (décembre 2021).
Le collège de Pamiers est un établissement d'enseignement fondé à Pamiers en 1538 avant d'être confié à la Compagnie de Jésus en 1630 jusqu'en 1762.

## Historique

### Fondation du collège de Pamiers
Quelques mois après la fondation de l'évêché de Pamiers, le pape Boniface VIII a prévu la création d'un studium generale. Il n'y a aucune trace de ce studium dans les archives. À partir de 1430, les archives communales conservent de nombreux documents sur les écoles et sur les baux annuels confiés aux recteurs avec les taux des rétributions scolaires et les matières scolaires. En 1526, on trouve pour la première fois des textes latins avec d'anciens manuels médiévaux.
En 1538, apparaît la première organisation en collège avec quatre régents se partageant l'enseignement par niveaux : le principal enseigne la philosophie, le second régent, la rhétorique et la poésie, le troisième, la grammaire, le quatrième, les apprentissages.
La ville passe à la Réforme au milieu du siècle. Grâce à l'appui du cardinal Trivulce, Robert de Pellevé, évêque de Pamiers, a fait venir des Jésuites pour lutter contre l'influence des protestants en 1559. Ils ouvrent un collège concurrent au collège communal mais ils doivent quitter la ville en 1561. Les guerres de religion entraînent une perte progressive de l'importance du collège communal.
Un procès oppose les Jésuites qui cherchent à revenir à Pamiers au conseil de la ville devant le parlement de Toulouse de 1596 et 1602 au sujet d'une métairie léguée aux Jésuites.

### Fondation du collège des Jésuites
À la suite de la paix d'Alès, les Jésuites obtiennent des lettres patentes le 28 septembre 1630 pour fonder leur collège avec l'appui de l'évêque. Le collège est doté de biens propres et de subventions ecclésiastiques. La ville ne participe aux frais du collège qu'à partir de 1644. Jean-François Régis a été professeur au collège de Pamiers entre février et mai 1632.
Pendant l'épiscopat de François de Caulet (1644-1680), évêque janséniste de Pamiers, la tension est maximale avec les Jésuites. En 1668, l'évêque obtient le départ de trois Pères. À cette date, il y a 183 élèves au collège. L'affaire de la régale permet aux Jésuites de récupérer le cours de philosophie subventionné par les États de Foix qui est retiré aux Dominicains qui s'étaient opposés à la régale. Après le décès de François de Caulet, l'affaire de la régale entraîne l'opposition entre le roi Louis XIV et le pape Innocent XI. Le pape n'envoie pas les bulles de confirmation des évêques François d'Anglure de Bourlemont puis François de Camps. Ce n'est que le 8 septembre 1693 que Jean-Baptiste de Verthamon a obtenu ses bulles. L'évêque se préoccupe du rétablissement du collège. Sept ans après son arrivée, le collège compte 120 élèves. L'évêque donne au collège sa bibliothèque en 1704 sous la condition de l'ouverture au public.
Après l'arrêt du parlement de Paris, en 1762, les Jésuites quittent le collège en décembre 1762. Le conseil de ville fait déclaration dans laquelle il affirme son estime de l'enseignement des Jésuites.

### Le collège après le départ des Jésuites jusqu'à la Révolution
Pendant trois ans, le collège reste sans professeurs. Le collège a obtenu sa confirmation par lettres patentes du 26 décembre 1765. Le collège est rouvert avec des prêtres séculiers. Le collège semble être entré en décadence. La bibliothèque Verthamon a été confiée à un chanoine en 1762. Un arrêt du parlement l'oblige à remettre la bibliothèque au collège en 1767. L'arrêt n'a pas été exécuté et le chanoine dépositaire laisse la bibliothèque se dégrader. Le collège est confié aux Oratoriens en 1788. L'évêque Joseph-Mathieu d’Agoult est venu à l'assemblée générale de l'Oratoire pour leur demander de prendre en charge le collège.